# سکاشوو
سکاشوو (به چکی: Skašov) یک منطقهٔ مسکونی در جمهوری چک است که در ناحیه پلزن-جنوبی واقع شده‌است. سکاشوو ۷٫۲۲ کیلومتر مربع مساحت و ۲۳۲ نفر جمعیت دارد و ۵۱۳ متر بالاتر از سطح دریا واقع شده‌است.